# Frederik Van Lierde
Frederik Van Lierde (25 de mayo de 1979) es un deportista belga que compitió en triatlón.
Ganó una medalla en el Campeonato Europeo de Triatlón de Larga Distancia de 2007. Además, obtuvo dos medallas en el Campeonato Mundial de Ironman, en los años 2012 y 2013, y una medalla en el Campeonato Europeo de Ironman de 2014.

## Palmarés internacional
| Campeonato Europeo | Campeonato Europeo   | Campeonato Europeo | Campeonato Europeo |
| Año                | Lugar                | Medalla            | Prueba             |
| ------------------ | -------------------- | ------------------ | ------------------ |
| 2007               | Brasschaat (Bélgica) | Medalla de oro     | Individual         |

| Campeonato Mundial | Campeonato Mundial     | Campeonato Mundial | Campeonato Mundial |
| Año                | Lugar                  | Medalla            | Prueba             |
| ------------------ | ---------------------- | ------------------ | ------------------ |
| 2012               | Hawái (Estados Unidos) | Medalla de bronce  | Individual         |
| 2013               | Hawái (Estados Unidos) | Medalla de oro     | Individual         |
| Campeonato Europeo |                        |                    |                    |
| Año                | Lugar                  | Medalla            | Prueba             |
| 2014               | Fráncfort (Alemania)   | Medalla de plata   | Individual         |